# Ballynageeragh

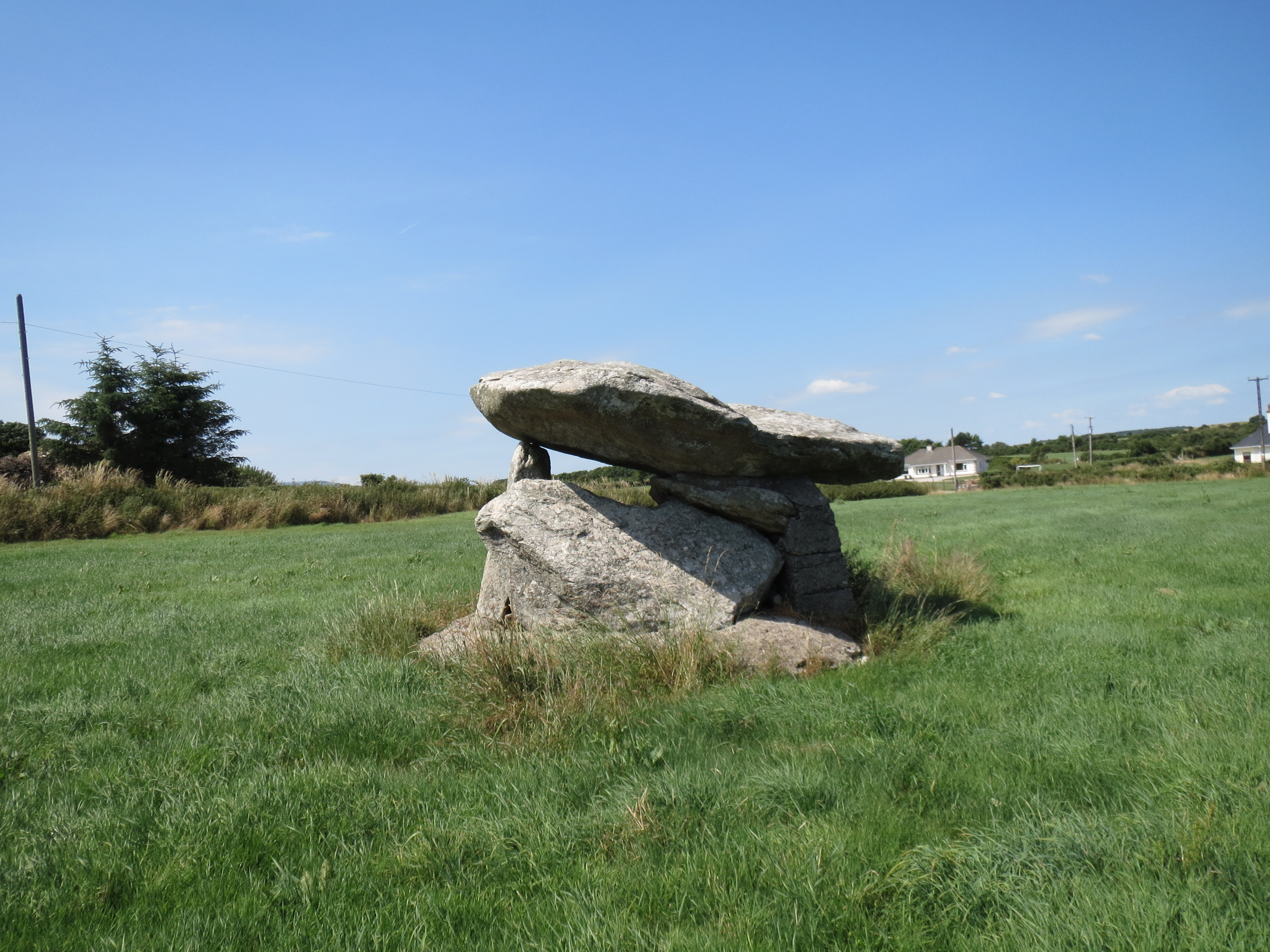
Ballinageeragh

Das Portal Tomb von Ballynageeragh (auch Ballinageeragh; irisch Baile na gCiarraíoch) liegt unweit des Portal Tombs von Dunhill, nordwestlich von Dunhill und Tramore im County Waterford in Irland. Als Portal Tombs werden Megalithanlagen auf den Britischen Inseln bezeichnet, bei denen zwei gleich hohe, aufrecht stehende Steine mit einem Türstein dazwischen, die Vorderseite einer Kammer bilden, die meist mit einem zum Teil gewaltigen Deckstein bedeckt ist.
Das Portal Tomb auf einer flachen Weide in der Nähe des Dorfes Dunhill hat einen 0,7 m dicken ovalen Deckstein mit den Maßen 4 × 2,5 m. Der Zugang von Portal Tombs hat normalerweise zwei Portalsteine und einen Türstein. Die beiden Portalsteine fehlen hier und der Stein, der vorne den Deckstein trägt ist der ehemalige Türstein. Auf der Rückseite ruht der Deckstein auf einem Zwischenstein und einer im Jahre 1944 errichteten Betonwand. Mit diesem Doppeldeckstein hat Ballynageeragh Ähnlichkeit mit der Anlage von Knockeen. 
Eine Rekonstruktion des Denkmals fand 1944 statt, um die Struktur zu stützen. Dabei wurden die seitlichen Steine jedoch nicht in die normale Lage gebracht. Dies beeinträchtigt die Gesamterscheinung des Denkmals. Dennoch gilt es als gutes Beispiel für eine Spielart dieses Typs. 
Die Megalithanlage wurde im Jahre 1940 ausgegraben. Unter den Funden waren Feuerstein, verbrannte Knochen und Holzkohle.